# 坎普杜布里圖
10°43′58″S 37°29′34″W / 10.73278°S 37.49278°W
坎普杜布里圖（葡萄牙語：Campo do Brito），是巴西的城鎮，位於該國東北部，由塞爾希培州負責管轄，始建於1912年10月29日，面積202平方公里，海拔高度210米，2013年人口17,594，人口密度每平方公里87.22人。